# Jason Segel
Jason Jordan Segel (født 18. januar 1980) er en amerikansk skuespiller, komiker, manuskriptforfatter, singer-songwriter, forfatter og producer. Han er bedst kendt for sin rolle som Marshall Eriksen i CBS' sitcom How I Met Your Mother og for hans samarbejde med instruktøren og produceren Judd Apatow på tv-serien Freaks and Geeks og Undeclared, samt for de gode anmeldelser og kommercielle succesrige komedier han har medvirket i, skrevet og produceret.
Segel har medvirket i flere film, bl.a. Knocked Up (2007), Forgetting Sarah Marshall (2008), I Love You, Man (2009), Despicable Me (2010), Bad Teacher (2011), Jeff, Who Lives at Home (2011), The Muppets (2011), The Five-Year Engagement (2012), This Is 40 (2012), Sex Tape (2014), The Discovery (2017) og Our Friend (2019). Hans portrættering af den afdøde forfatter David Foster Wallace i 2015 i filmen The End of the Tour modtog gode anmeldelser og ros, og gav ham en Independent Spirit Award-nominering i kategorien "Best Male Lead".

## Opvækst
Segel blev født den 18. januar 1980 i Los Angeles, som søn af Jillian (født Jordan) og Alvin Segel, en advokat. Han voksede op i Pacific Palisades-kvarteret, med en ældre bror, Adam, og en yngre søster, Alison.
Segels far er jøde, mens hans mor er af engelsk, skotsk, irsk og fransk afstamning. Han har fortalt, at han er opdraget ud fra jødiske værdier, men også med en "blanding af lidt af hvert". Segel fik til hebraisk søndagsskole og afholdt en bar mitzvah, mens han dog gik i skole på St. Matthew's Parish School, en kristen privatskole.
Efter folkeskolen kom Segel på high school på Harvard-Westlake School, hvor hans højde på 193 cm gjorde han til del af et samlet skolehold i basketball fra hele Californien, der vandt statsmesterskaber i 1996 og 1997. Han vandt en slam dunk-konkurrence i high school og han fik kælenavnet "Dr. Dunk." Han var reserve for holdets stjerne-centerspiller, Jason Collins, som senere endte med at spille i NBA-ligaen.
Segel havde drømme om at blive professionel skuespiller samme tid som han skulle hvilket college han ville på, selvom han dog endte med aldrig at komme på college. I stedet beyndte han at spille lokalteater i Palisades Playhouse.

## Karriere
Segels første store rolle var som tågehovedet "freak" Nick Andopolis i den roste, men kortlivede NBC-komediedramaserie fra 1999, Freaks and Geeks. Serien handler om en flok high school-elever i en forstad til Detroit ca 1980. Segel forfattede selv en sang som hans karakter, Nick, synger til den kvindelige ledende karakter, Lindsay (Linda Cardellini).
Segel havde herefter tilbagevendende roller i CSI: Crime Scene Investigation som Neil Jansen og som Eric i Undeclared. Han fik efterfølgende hans indtil nu største rolle som Marshall Eriksen i CBS-sitcommen How I Met Your Mother. Han har tidligere udtalte, at planen var at han ville i gang med andre projekter i 2013, når hans kontrakt udløb, men ville gerne være med til at afslutte serien med dens niende sæson i 2014.
Segel havde sin filmdebut i ungdomsfilmen Can't Hardly Wait i 1998. Andre af hans tidligere spillefilmsroller inkluderer Slackers, SLC Punk!, The Good Humor Man og Dead Man on Campus. I 2007 medvirkde han i Knocked Up, som er instrueret af Freaks and Geeks-producer Judd Apatow. Segel havde hovedrollen i Forgetting Sarah Marshall fra 2008, en film han skrev og Apatow producerede sammen med Shauna Robertson fra Universal Pictures. Han optrådte også i I Love You, Man, som havde premiere den 20. marts 2009 af DreamWorks.
Segels karakter i Forgetting Sarah Marshall, skriver en "Dracula"-musical som udføres af hånddukker. Han optrådte som med full frontal-nøgenscene i filmen. I et interview har han udtalt, at Dracula-musicalen med hånddukkerne, samt det at blive droppet mens han var nøgen, var egne ægte oplevelser som han skrev i filmen. Nogle af hånddukkerne blev skræddersyet af Jim Henson Company og oplevelsen gav Segel mod til at pitche ideen til en egentlig Muppets-film. Segel optrådte med sangen fra filmen, "Dracula's Lament", i den 1000. episode af The Late Late Show with Craig Ferguson.
I komedien Get Him to the Greek fra 2010 medskrev Segel det meste af soundtracket, som blev sunget af det fiktive band Infant Sorrow. Han optrådte i The Late Late Show with Craig Ferguson og sang den originale sang med titlen "Wonky Eyed Girl".
I 2010 lagde han stemme til Grus ærkerival, Victor Vector, i Universals CGI-animerede film, Despicable Me og optrådte som "Horatio" i fantasy-komedien Gulliver's Travels instrueret af Rob Letterman, som er meget løst baseret på del 1 af romanen af samme navn fra 18. hundredetallet af Jonathan Swift. Segel medvirkede i Bad Teacher, overfor Cameron Diaz, som havde premiere i juni 2011. Han spiller her idrætslærer og den forsmåede bejler Russell Gettis.
Sammen med Nicholas Stoller tog Segel kontakt til Disney i 2007 for at være med til at skrive den næste Muppets-film. Disney var usikre på om de turde sige ja til projektet, især efter Segels helt nøgne optræden i Forgetting Sarah Marshall, men da det stod klart for dem, at han var en ivrig og oprigtig fan, blev projektet godkendt. Segel har udtalt, at han ville lave filmen, fordi den sidste Muppets-film der havde gået i biografen, var Muppets from Space i 1999, og han følte, at den yngre generation var ved at misse en af hans helt store barndomsfavoritter.
Segel var ikke del af efterfølgeren, Muppets Most Wanted. Han indspillede The Five-Year Engagement med Emily Blunt i foråret 2011 i Michigan, og filmen havde premiere den 27. april 2012.
I 2013 afslørede Segel, at han arbejdede på en serie af ungdomsromaner, baseret på en historie han havde haft siden han var 21 år. I efteråret 2014 blev den første roman i serien Nightmares!, skrevet i samarbejde med Kirsten Miller, udgivet og den efterfølgeren kom året efter.
I 2015 modtog Segel stor ros received praise for han portrættering af den afdøde forfatter David Foster Wallace i den independent biografiske dramafilm The End of the Tour. Han modtog en Independent Spirit Award-nominering i kategorien "Best Male Lead".
I 2017 udgav Segel and Miller deres ungdomsnovelle, Otherworld. Segel skabte og medvirkede i den amerikanske tv-dramaserie Dispatches from Elsewhere, som havde premiere d. 1 marts 2020 på kanalen AMC.
I 2020 medvirkede Segel i filmen Our Friend, baseret på Matthew Teagues essay fra 2015, "The Friend".

## Privatliv
Segel er en ordineret præst af Universal Life Church. Han har udført en bryllupsceremoni på The Tonight Show den 6. juli 2010, for et par der havde bedt ham om denne tjeneste, ved at hænge billeder op af ham rundt om i hans hjemby og på en bar han ofte besøgte.
Segel var kæreste med skuespilleren Michelle Williams fra 2012 til 2013. Fra december 2013 til april 2021 var han kæreste med fotografen Alexis Mixter. Bruddet blev annonceret af Mixter på Instagram.

## Filmografi

### Film
| År   | Titel                              | Rolle                            | Noter                                |
| ---- | ---------------------------------- | -------------------------------- | ------------------------------------ |
| 1998 | Can't Hardly Wait                  | Matt                             |                                      |
| 1998 | Dead Man on Campus                 | Kyle                             |                                      |
| 1998 | SLC Punk!                          | Mike                             |                                      |
| 2002 | Slackers                           | Sam Schechter                    |                                      |
| 2003 | 11:14                              | Leon (Paramedic #1)              |                                      |
| 2003 | Certainly Not a Fairytale          | Leo                              |                                      |
| 2004 | LolliLove                          | Jason                            |                                      |
| 2005 | The Good Humor Man                 | Smelly Bob                       |                                      |
| 2006 | Bye Bye Benjamin                   | Theodore Everest                 |                                      |
| 2006 | Tenacious D in The Pick of Destiny | Fyr i studenterforening          | Slettede scener                      |
| 2007 | Knocked Up                         | Jason                            |                                      |
| 2008 | Forgetting Sarah Marshall          | Peter Bretter                    | Også forfatter                       |
| 2009 | I Love You, Man                    | Sydney Fife                      |                                      |
| 2010 | Get Him to the Greek               |                                  |                                      |
| 2010 | Despicable Me                      | Victor "Vector" Perkins (stemme) |                                      |
| 2010 | Gulliver's Travels                 | Horatio                          |                                      |
| 2011 | Bad Teacher                        | Russell Gettis                   |                                      |
| 2011 | Friends with Benefits              | Brice                            | Ukrediteret                          |
| 2011 | Jeff, Who Lives at Home            | Jeff Thompkins                   |                                      |
| 2011 | The Muppets                        | Gary                             | Også forfatter og executive producer |
| 2012 | The Five-Year Engagement           | Tom Solomon                      | Også forfatter og executive producer |
| 2012 | This Is 40                         | Jason                            |                                      |
| 2013 | This Is the End                    | Sig selv                         | Ukrediteret                          |
| 2014 | Sex Tape                           | Jay Hargrove                     | Også forfatter og executive producer |
| 2015 | The End of the Tour                | David Foster Wallace             |                                      |
| 2017 | The Discovery                      | Will Harbor                      |                                      |
| 2018 | Come Sunday                        | Henry                            |                                      |
| 2019 | Our Friend                         | Dane Faucheux                    |                                      |
| TBA  | The Sky Is Everywhere              | Big Walker                       | Post-production                      |

### Tv
| År        | Titel                               | Rolle                     | Noter                                                               |
| --------- | ----------------------------------- | ------------------------- | ------------------------------------------------------------------- |
| 1999–2000 | Freaks and Geeks                    | Nick Andopolis            | Fast rolle; 18 afsnit                                               |
| 2001–2002 | Undeclared                          | Eric                      | 7 afsnit                                                            |
| 2004      | Harry Green and Eugene              | Eugene Green              | Usendt pilot                                                        |
| 2004–2005 | CSI: Crime Scene Investigation      | Neil Jansen               | 3 afsnit                                                            |
| 2005      | Alias                               | Sam Hauser                | Afsnit: "The Road Home"                                             |
| 2005–2014 | How I Met Your Mother               | Marshall Eriksen          | Fast rolle; 208 afsnit                                              |
| 2009      | Family Guy                          | Marshall Eriksen (stemme) | Afsnit: "Peter's Progress"                                          |
| 2011      | Saturday Night Live                 | Sig selv (været)          | Afsnit: "Jason Segel/Florence and the Machine"                      |
| 2020      | Dispatches from Elsewhere           | Peter                     | 10 afsnit; også skaber, forfatter, instruktør og executive producer |
| 2020      | Home Movie: The Princess Bride      | Fezzik                    | Afsnit: "Chapter Two: The Shrieking Eels"                           |
| TBA       | Untitled Los Angeles Lakers project | Paul Westhead             |                                                                     |

## Priser og nomineringer
| År   | Titel                     | Pris                                      | Kategori                                                                 | Resultat  |
| ---- | ------------------------- | ----------------------------------------- | ------------------------------------------------------------------------ | --------- |
| 2000 | Freaks and Geeks          | 21st Young Artist Awards                  | Best Performance in a TV Series: Young Ensemble                          | Nomineret |
| 2008 | Forgetting Sarah Marshall | MTV Movie Award                           | Best WTF Moment                                                          | Nomineret |
| 2008 | Forgetting Sarah Marshall | Teen Choice Award                         | Choice Movie: Breakout Male                                              | Nomineret |
| 2011 |                           | Chicago Film Critics Association Awards   | Lifetime Achievement Award                                               | Vundet    |
| 2011 | The Muppets               | Broadcast Film Critics Association Awards | Critics Choice Award for Best Song (delt med Amy Adams og Bret McKenzie) | Vundet    |
| 2011 | The Muppets               | Georgia Film Critics Association Awards   | Best Adapted Screenplay                                                  | Nomineret |
| 2011 | The Muppets               | SLGFCA Awards                             | Best Adapted Screenplay (delt med Nicholas Stoller)                      | Nomineret |
| 2015 | Sex Tape                  | Golden Raspberry Awards                   | Worst Screen Combo (delt med Cameron Diaz)                               | Nomineret |
| 2015 | Sex Tape                  | Golden Raspberry Awards                   | Worst Screenplay (delt med Kate Angelo og Nicholas Stoller)              | Nomineret |
| 2015 | The End of the Tour       | Seattle International Film Festival       | Best Actor                                                               | 3rd Place |
| 2015 | The End of the Tour       | Indiana Film Journalist Association Award | Best Actor                                                               | Runner-up |
| 2015 | The End of the Tour       | Independent Spirit Awards                 | Best Male Lead                                                           | Nomineret |
| 2015 | The End of the Tour       | San Diego Film Critics Society Awards     | Best Actor                                                               | Nomineret |
| 2015 | The End of the Tour       | Chicago Film Critics Association Awards   | Best Actor                                                               | Nomineret |